# Orlando Tapia Olivares
Orlando Tapia Olivares. (Combarbalá, 25 de mayo de 1938) es un químico chileno nacionalizado sueco. Profesor emérito de la Universidad de Upsala y profesor honorario de la Universidad de Valencia. Su campo principal de trabajo es la química teórica.

## Biografía
Orlando Tapia nació en 1938 en Combarbalá, Chile.
Ingresa a la carrera de química en la Universidad de Chile en donde obtiene su grado de licenciado en química y título de químico en 1966. Posteriormente continúa con sus estudios en Francia y Suecia en donde finalmente se radica.
Docente e investigador principalmente en química teórica, así como también de la química cuántica y biología molecular.
Es miembro de la Sociedad Biofísica de Suecia y de la Asociación Mundial de Químicos Teóricos Orgánicos (WATOC).

## Formación y Carrera
En 1966 Tapia obtiene su título académico de químico en la Universidad de Chile. Posteriormente continúa sus estudios en el extranjero, en Francia se doctora en física teórica molecular y en ciencias físicas, y en Suecia se doctora en biología molecular teórica, obteniendo un nivel de profesor adjunto.
Mientras cursaba la carrera de química en la Universidad de Chile, Orlando se destacó por ser ayudante de Química General y fisicoquímica. Luego de titularse se quedó trabajando como profesor titular de la misma universidad impartiendo la clase de fisicoquímica.
En el extranjero, principalmente en Suecia, se convirtió en un renombrado profesor debido a su gran formación y desenvoltura en la Química teórica, obteniendo así los renombramientos de profesor emérito de la Universidad de Upsala y profesor honorario de la Universidad de Valencia.
Trabajó como investigador en varios países, destacándose en las Universidades de Chile, Sueca de Ciencias Agrícolas, Valencia, Jaime I, la Escuela Agrícola de Upsala y el CNRS.

## Investigaciones
La química teórica y la mecánica cuántica son los principales campos de interés en la investigación de Tapia.
Sus proyectos de investigación se basan principalmente en:
- "La mecánica cuántica de los procesos químicos: teoría general". Con el objetivo de comprender las condiciones necesarias para mezclar la descripción del espacio de Hilbert a la representación del espacio real de los procesos químicos. Un análisis exhaustivo de la mecánica cuántica molecular. La interacción entre la mecánica cuántica y los sistemas semiclásicos. La ocupación central del principio de superposición lineal. Sistemas de materiales con un número fijo de elementos. La teoría de la medida que actualmente dominan la interpretación de la mecánica cuántica. Una correcta separación de la teoría y los modelos de computación para los sistemas electro-nuclear.
- "Electrónico generalizado diabático (GED), la teoría de la computación cuántica y la modelización". El proyecto se centra en los mecanismos cuánticos/clásicos para la construcción de máquinas moleculares y la descripción de los procesos de transferencia de carga en los puntos cuánticos y/o procesos de los nanomateriales. Cuestiones como la forma de transformar un sistema molecular en una máquina molecular como núcleo de la investigación. Descripción de los procesos químicos en condiciones de láser es otro de los objetivos. Modelado permitido por GED para los efectos del campo fuerte y la exploración del campo con algoritmos computacionales.[2]

Orlando participa en dos proyectos FONDECYT como investigador extranjero de contraparte

## Trayectoria Científica
Orlando Tapia ha participado en más de 60 reuniones científicas como orador, en las cuales se destacan:
- 1987: Primer congreso mundial de química orgánica teórica, Budapest.
- 1988: 14º Congreso internacional de bioquímica, Praga, Checoslovaquia.
- 1989: Conferencia sobre la teoría de los efectos ambientales sobre la estructura molecular y reactividad química, Terranova, Canadá.
- 1990: Metodologías avanzadas para el análisis estructural y funcional de proteínas. Universidad Autónoma de Barcelona, España.
- 1991: NATO Seminario de investigación avanzada. San Feliu de Guíxols, España.
- 1992: Conferencia europea de investigación sobre “Modelos teórico de la reactividad química" San Feliu de Guíxols, España.
- 1997: IX Simposio en química teórica, Brasil.
- 1998, 1999, 2000: 3º, 4º y 5º Seminario europeo de sistemas cuánticos en química y física. España; Francia; Suecia.
- 2005: Lectura sobre mecánica cuántica molecular, Universidad Andrés Bello, Santiago de Chile.
- 2008: 6º Congreso de estructura electrónica: principios y aplicaciones, España.

### Publicaciones
Desde el año 1966 este químico ha publicado sobre 200 papers en variados Journals, principalmente sobre química cuántica.
Algunos de estos son:
- 1977: "Environmental Effects on Hydrogen Bonded Systems: A Quantum Chemical Study of Proton Relay Model Systems". International Journal of Quantum Chemistry, v11, p473.
- 1982: "The Quantum Chemical Calculation of Environmental Effects: A Comparative Study of Charge Separation in Water Dimers". Journal of Molecular Structures, v89, p131.
- 1985: "Solvent effects on chemical reaction profiles. I. Monte Carlo simulation of hydration effects on quantum chemically calculated stationary structures". Journal of Chemical Physics, v83, p3970-3982.
- 1988: "A theoretical study of the Meyer-Schuster reaction mechanism.: Minimum-energy profile and properties of transition-state structure". Journal of the American Chemical Society. v110, p666.
- 1991: " Molecular Dynamics asa Tool to Help Desing Mutants". Molecular Engineering, 1, p249.
- 1992: "A molecular model for the retinol binding protein-transthyretin complex". Journal of Molecular Graphics and Modelling, v10, p120-123.
- 1995: "A molecular dynamics study pf glutathione reductase". Journal of Molecular Structures, 335, p243-254.
- 1996: "Quantum theory of solvents effects and chemical reactions". Solvents effects and chemical reactivity.
- 1998: "Proteins in vacuo. Denaturation of highly-charged lisozyme studied by molecular dynamics simulations". Journal of Physical Chemistry. v102, p9344-9352.
- 2000: "A quantum chemical study of transition structures for enolization and oxygenation steps catalyzed by rubisco: on the role of magnesium and carbamylated Lys-201 in opening oxygen capture channel". Chemical Physics Letters 323, p29-34.
- 2001: "Towards a rigger Born-Oppenheimer electronic theory of chemical processes". Advances in Quantum Chemistry, v40, p103-131.
- 2004: "A generalized electronic diabatic scheme: diagonalizing the electronic hamiltonian for artificial molecular systems. How do molecular meccanos move?". International Journal of Quantum Chemitry, v97, p637-650.
- 2005: "A quantum theory of chemical processes and reaction rates based on diabatic electronic functions coupled in an external field". Journal of Matematical Chemistry, v37, c4, p389-408.
- 2007: "Generalized electronic diabatic approach to structural similarity and the Hammond postulate". International Journal of Quantum Chemistry, v107, c2, p382-395.
- 2008: "Studies of trypanocidal (inhibitory) power of naphthoquinones: Evaluation of quantum chemical molecular descriptors for structure-activity relationships". European Journal of Medicinal Chemistry, v43, c10, p2238-2246 .
- 2009: "Quantum Linear Superposition Theory for Chemical Processes: A Generalized Electronic Diabatic Approach". Advances in Quantum Chemistry, v56, c2, p31-93.
- 2010: "Beyond standard quantum chemical semi-classic approaches: Towards a quantum theory of enzyme catalysis". Kinetics and Dynamics, Challenges and Advances in Computational Chemistry and Physics 12, P. Paneth and A. Dybala-Defratyka (Eds.), Springer Science, Business Media B.V., c10, p267-298.[5][6]

El 2010 publica un libro digital llamado “Quantum Physical Chemitry - Basic Quantum Mechanics for Process Description”.